# Gerhard Schweizer
Gerhard Schweizer (* 12. September 1940 in Stuttgart) ist ein deutscher Kulturwissenschaftler und freier Schriftsteller.

## Leben
Schweizer machte 1960 am Karls-Gymnasium in Stuttgart Abitur, studierte an der Universität Tübingen Empirische Kulturwissenschaft, Germanistik, Politikwissenschaft und Geschichte und promovierte 1975 dort in Empirischer Kulturwissenschaft. Er lebt seit 1976 in Wien als freier Schriftsteller. Seine ersten Veröffentlichungen konzentrieren sich auf deutsche Literatur und Kulturwissenschaft, bevor sich der Schwerpunkt auf den Kulturvergleich von Orient und Okzident verlagerte. Reisen führten ihn seit 1960 in den islamischen, indischen und chinesischen Kulturraum. Er ist Sachbuch- und Romanautor.

## Positionen
Das Grundthema der meisten seiner Bücher ist der tief gehende Konflikt zwischen Abendland und außereuropäischen Kulturen. Den breitesten Raum nimmt das Thema Islam ein. Schweizer zeigt anhand persönlicher Eindrücke sowie vielfältiger Beispiele aus Geschichte und Gegenwart,
weshalb die islamische und die abendländische Welt kulturell eng miteinander verflochten sind. Darüber hinaus analysiert er, weshalb die Kulturmacht Islam während des Mittelalters Europa an Toleranz und Fortschrittlichkeit weit übertraf, aber der Westen zu Beginn der Neuzeit den islamischen Kulturraum an Bedeutung rasch überholte. Zu einer zentralen Frage wird, weshalb bei den Muslimen ein tief gehender Affekt gegen den Westen entstanden ist und weshalb der islamische Fundamentalismus letztlich mehr an seinen inneren Widersprüchen als am Widerstand seiner Gegner scheitert. Und Schweizer ist überzeugt davon, dass eine Integration muslimischer Zuwanderer in Europa trotz bisher ungelöster Konflikte möglich ist.
Das zweite grundlegende Thema seiner Sachbücher bildet die Auseinandersetzung mit Indien und China. Schweizer stellt die Frage, ob es Indien und China trotz vieler schwerwiegender innenpolitischer Spannungen gelingen kann, im 21. Jahrhundert tatsächlich zur großen Herausforderung für den Westen zu werden. Und er zeigt, dass es Europäern schwerer fällt, die völlige Andersartigkeit Indiens und Chinas angemessen zu verstehen als die Kultur des Islam (die mit dem Westen geistig verwandt ist). Die intellektuelle Auseinandersetzung mit fremden Kulturen, so Schweizer, habe ihn dazu gebracht, die eigene Kultur mit anderen Augen zu sehen. Denn der vergleichende Blick ermögliche es, die Stärken und Schwächen des Westens neu einzuschätzen.
Schweizer ist als Sachbuchautor unterwegs in Asien und Nordafrika – das ist eine Reise nach außen. Mit seinem 2018 erschienenen Roman Unruhe. Geschichte einer Jugend folgt eine Reise nach innen. Dieser Entwicklungsroman über einen Jugendlichen der 1950er und 1960er Jahre schildert den Aufbruch, die Aufgeregtheit und den Widerwillen seiner Generation gegen alles nur autoritär Vorgegebene. Es ist die Auseinandersetzung mit den psychischen Konflikten jener "bleiernen Zeit", die in die 1968er Jahre mündete.
Regina Elsner, Professorin für Ostkirchenkunde und Ökumenik an der Universität Münster, kritisierte, dass Schweizers Schlussfolgerungen in seinem Buch Kreuz und Schwert (2023) „an einer vereinfachenden Oberfläche, die den historischen und gesellschaftlichen Komplexitäten nicht gerecht wird“, bleiben. In seinem Kapitel zur Ukraine folge Schweizer „der russischen, aber auch der weit verbreiteten sehr problematischen westlichen Sicht auf die Ukraine.“ „Wer sich [...] ein tieferes theologisches Verständnis der Orthodoxie erhofft, wird mit dem Buch nicht glücklich“, urteilte Martin Schlorke.

## Schriften
- Bauernroman und Faschismus. Zur Ideologiekritik einer literarischen Gattung. (Tübinger Vereinigung für Volkskunde, 42. Band). 1976.
- Neuer Schauspielführer. Von der griechischen Tragödie bis zum experimentellen Theater. 1978, ISBN 3-570-00979-3.
- Die Janitscharen. Geheime Macht des Türkenreichs. 1979, ISBN 3-7023-0098-8.
- Die Derwische. Heilige und Ketzer des Islam. 1980, ISBN 3-7023-0111-9.
- Die Berber. Ein Volk zwischen Religion und Anpassung. 1981, ISBN 3-7023-0123-2.
- Persien. Drehscheibe der Kulturen. 1983, ISBN 3-430-18226-3.
- Innenbild einer Familie. Roman. 1983, ISBN 3-88897-004-0.
- Abkehr vom Abendland, Östliche Traditionen gegen westliche Zivilisation. 1986, ISBN 3-455-08648-9.
- Zeitbombe Stadt. Die weltweite Krise der Ballungszentren. 1987, ISBN 3-608-93126-0.
- Ungläubig sind immer die anderen. Weltreligionen zwischen Toleranz und Fanatismus. 1990, ISBN 3-608-93150-3.
- Iran, Drehscheibe zwischen Ost und West. 1991, ISBN 3-608-93169-4.
- Touristen und Traumtänzer. Ein Reisebuch. 1992, ISBN 3-608-93166-X.
- Indien. Ein Kontinent im Umbruch. 1995, ISBN 3-608-91410-2.
- Syrien. Religion und Politik im Nahen Osten. 1998, ISBN 3-608-93396-4.
- Indien und China. Asiatische Wege ins globale Zeitalter. 2001, ISBN 3-608-91975-9.
- Islam und Abendland. Geschichte eines Dauerkonflikts. 2003, ISBN 3-608-96008-2.
- Metropole – Moloch – Mythos. Eine Reise durch die Megastädte Indiens. 2004, ISBN 3-608-93517-7.
- Der unbekannte Islam. Sufismus – die religiöse Herausforderung. 2007, ISBN 978-3-608-94451-8.
- Die Türkei - Zerreißprobe zwischen Islam und Nationalismus. 2008, ISBN 978-3-608-94112-8.
- Ein unbekannter Islam. Vorwort in: Nedim Gürsel: Sieben Derwische. Anatolische Legenden. 2008, ISBN 978-3-458-17401-1.
- Pilgerorte der Weltreligionen. Auf Entdeckungsreise zwischen Tradition und Moderne. Mit einem Vorwort von Karl-Josef Kuschel. 2011, ISBN 978-3-8436-0069-9.
- Mein Herz ist offen für jede Form.  Eine Reise in die Mystik der Sufis und Derwische. 2014, ISBN 978-3-451-06660-3.
- Syrien verstehen. Geschichte, Gesellschaft und Religion. 2015. ISBN 978-3-608-94908-7.
- Islam verstehen. Geschichte, Kultur und Politik. 2016. ISBN 978-3-608-10067-9.
- Türkei verstehen. Von Atatürk bis Erdogan. 2016. ISBN 978-3-608-96201-7.
- Iran verstehen. Geschichte, Gesellschaft, Religion. 2017. ISBN 978-3-608-98101-8.
- Unruhe. Geschichte einer Jugend. 2018. ISBN 978-3-86351-476-1.
- Mit offenem Blick. Begegnungen mit fremden Kulturen. 2020. ISBN 978-3-608-96377-9.
- Kreuz und Schwert. Geschichte, Glaube und Politik der orthodoxen Kirchen. 2023. ISBN 978-3-451-39562-8.
- Türkei verstehen. Von Atatürk bis Erdogan. 3., aktualisierte und erweiterte Auflage, 2023. ISBN 978-3-608-98779-9.
- Syrien verstehen. Geschichte, Gesellschaft und Religion. 12. aktualisierte und erweiterte Auflage, 2024. ISBN 978-3-608-98795-9. E-Book: ISBN 978-3- 608-12326-5.
- Iran verstehen. Geschichte, Gesellschaft, Religion. 3. aktualisierte und erweiterte Auflage 2024. ISBN 978-3-608-98834-5. E-Book ISBN 978-3-608-12328-9.